# Princesa Zelda
A Princesa Zelda (ゼルダ姫, Zeruda-hime) é uma personagem fictícia da série de jogos The Legend of Zelda criada por Shigeru Miyamoto. Foi introduzida no jogo original The Legend of Zelda em 1986. A personagem aparece em diversas encarnações durante a franquia, geralmente definida como Princesa do Reino de Hyrule e membro da Família Real de Hyrule.
Apesar de ser a personagem principal da trama, o papel de Zelda envolve em ser aprisionada por Ganon ou outro antagonista da série, exigindo que o jogador controle Link ajude a derrotá-lo e impeça o domínio de seu reino. Em vários jogos, ela faz parte do grupo dos Sábios (Sages) cujo heroísmo é essencial para derrotar Ganon; em outros, como Ocarina of Time e The Wind Waker, ela adota formas alternativas para assumir um papel mais ativo na história.

## Descrição
Shigeru Miyamoto criou a personagem Zelda em 21 de fevereiro de 1986, com esse nome em referência à romancista Zelda Fitzgerald.
Zelda faz parte da família real de Hyrule, muitas vezes sendo filha ou descendente do rei no lugar (Daltus, Roham, Daphnes, etc.).
Ao longo da série, o perfil da princesa Zelda parece relativamente estável: ela é a princesa do reino de Hyrule, descendente legítimo de uma família nobre de senhores que procuram a todo custo proteger povos pacíficos de ameaças demoníacas, incluindo as de Ganondorf, que é o principal inimigo da série.
Após a fragmentação da Triforce, quando Ganondorf tentou capturá-la em Ocarina of Time, o fragmento de Sabedoria se refugiou dentro da Princesa e será então transmitido a suas descendentes (assim como Link, tendo recebido o fragmento de Coragem, o confiará a seus sucessores. A questão do fragmento de Força não surge, uma vez que o personagem de Ganondorf é o mesmo do primeiro episódio ao último).
Zelda é protegida por uma guarda-costas chamada Impa, que aparece de várias formas à medida que a saga progride: avó bonachona em The Legend of Zelda e The Adventure of Link, ela se tornará uma orgulhosa guerreira Sheikah (e também Sábia da Sombra) em Ocarina of Time, depois uma obesa "mãe galinha" na série Oracle e, finalmente, a chefe da Vila de Kakariko em Breath of the Wild.
No entanto, Zelda não deve se confinar absolutamente ao papel de princesa preciosa a quem nada assusta: os criadores de fato a dotaram de um caráter forte e uma grande habilidade em combate, seja no arco e flecha, na magia ou na espada. Isso não a torna passiva durante as aventuras, diferenciando-a de outra grande princesa da Nintendo, Peach (a última, no entanto, possui algumas habilidades de combate, mas são menores que as de Zelda), com exceção de Spirit Tracks, onde se descobre uma fobia de ratos, sendo no entanto nesse jogo uma personagem jogável.

### Alter ego
Em alguns episódios da saga, Zelda assume outras aparências e identidades, na maioria das vezes, a fim de esconder e escapar daqueles que querem sequestrá-la. Esses disfarces são frequentemente desenhados por magia, para que ela se torne irreconhecível, em "Ocarina of Time", ela chega ao ponto de se disfarçar quando jovem Sheikah chamada Sheik.
Tetra é a jovem capitã dos piratas em The Legend of Zelda: The Wind Waker, onde ela ajuda Link no início de sua missão. Ao contrário de Zelda, Tetra tem pele escura, cabelos em coque e uma roupa de pirata, que no geral (como sua personalidade) faz com que pareça uma moleca. Ela tem uma atitude abafada, orgulhosa e às vezes dura, mas no fundo é sensível e atenciosa (quando descobre que é por culpa dela que a irmã de Link foi sequestrada, ela fica particularmente brava).
Ela periodicamente ajuda Link durante sua missão, e é revelado no Castelo de Hyrule que ela é de fato a Princesa Zelda, a última descendente da família real de Hyrule. Antes disso, ela mesma não sabia que era Zelda, embora não soubesse da existência da Espada Mestra, a Lenda do Herói do Tempo e de Hyrule. Ela usava um pedaço da Triforce de Sabedoria em volta do pescoço como um colar. Quando reunidos com seu ancestral, o rei de Hyrule, as peças do Triforce se unem, resultando na transformação física da capitã pirata em Princesa Zelda, com pele clara, cabelos soltos e roupas mais semelhantes às das encarnações anteriores.
Tetra reaparece no jogo Tetra's Trackers e em uma parte da versão japonesa de Four Swords Adventure. Ela também aparece em Phantom Hourglass e é citada em Spirit Tracks.

## Aparência
Zelda é muito bela. Sua pele é pálida e a princesa também tem cabelos longos (loiros na maioria dos jogos, marrons em Twilight Princess e ruivos em The Legend of Zelda). A cor dos olhos também varia, por exemplo, azul ou verde.

## Aparições da Princesa Zelda
No desenho animado The Legend of Zelda, além de governar Hyrule, Zelda acompanha Link em várias de suas aventuras. Zelda não é mais a pobre princesa a salvar, mas uma mulher corajosa pronta para lutar quando surgir a necessidade com sua arbaleta ou flecha mágica. O vestido não está presente, dando lugar a uma roupa mais confortável e prática. Quanto a Link, além da tarefa de salvar Hyrule que lhe foi confiado, ele não para de tentar conquistar o coração de Zelda, esperando um beijo dela. Quando ele não enfrenta uma recusa, sempre surge um evento inesperado, impedindo o pobre Link de ter seu beijo. Na série, Zelda usa um suéter roxo, uma jaqueta azul pálida, uma calça rosa e botas marrons.
Zelda aparece em Super Smash Bros. Melee como Zelda / Sheik fora da saga e como uma personagem jogável. O jogador também pode alternar entre o personagem de Zelda, bastante defensiva e usando ataques mágicos, e a de Sheik, mais rápida e ofensiva em combate total para variar sua estratégia de abordagem. A princesa Zelda também aparece em Super Smash Bros. Brawl, com sua aparência de The Legend of Zelda: Twilight Princess. Suas características não mudaram em Super Smash Bros. Melee, e ela ainda pode chamar seu alter-ego Sheik, apesar de estar ausente de Twilight Princess. Além disso, em Super Smash Bros. Brawl, o Final Smash da Princesa Zelda não é outro senão as Flechas de Luz. As flechas da luz aparecem em Ocarina of Time e The Wind Waker, como um objeto para Link. Em Twilight Princess durante o final do combate, Zelda dispara flechas de luz a cavalo, atrás de Link.
Zelda também está presente em Super Smash Bros. for Nintendo 3DS / for Wii U e em Super Smash Bros. Ultimate como personagem jogável. Em Super Smash Bros. for Nintendo 3DS / for Wii U, Zelda não se transforma mais em Sheik, que é uma personagem a parte, sendo que seu ataque especial baixo é a Armadura Fantasma de Spirit Tracks. Em Super Smash Bros. Ultimate, Zelda aparece como sua encarnação de A Link to the Past e A Link Between Worlds, mantendo a Armadura Fantasma de Spirit Tracks.
No live action que será lançado em 7 de maio de 2027, a atriz inglesa Bo Bragason será a responsável por interpretar a personagem. O anúncio foi feito por Shigeru Miyamoto em um post na conta oficial da Nintendo do Japão no X.